# Microcalicha chosenibia
Microcalicha chosenibia är en fjärilsart som beskrevs av Felix Bryk 1948. Microcalicha chosenibia ingår i släktet Microcalicha och familjen mätare. Inga underarter finns listade i Catalogue of Life.